# Grignon (Savoie)
Grignon is een gemeente in het Franse departement Savoie (regio Auvergne-Rhône-Alpes). De plaats maakt deel uit van het arrondissement Albertville. Grignon telde op 1 januari 2022 2.104 inwoners.

## Geografie
De oppervlakte van Grignon bedroeg op 1 januari 2022 9,29 vierkante kilometer; de bevolkingsdichtheid was toen 226,5 inwoners per km².

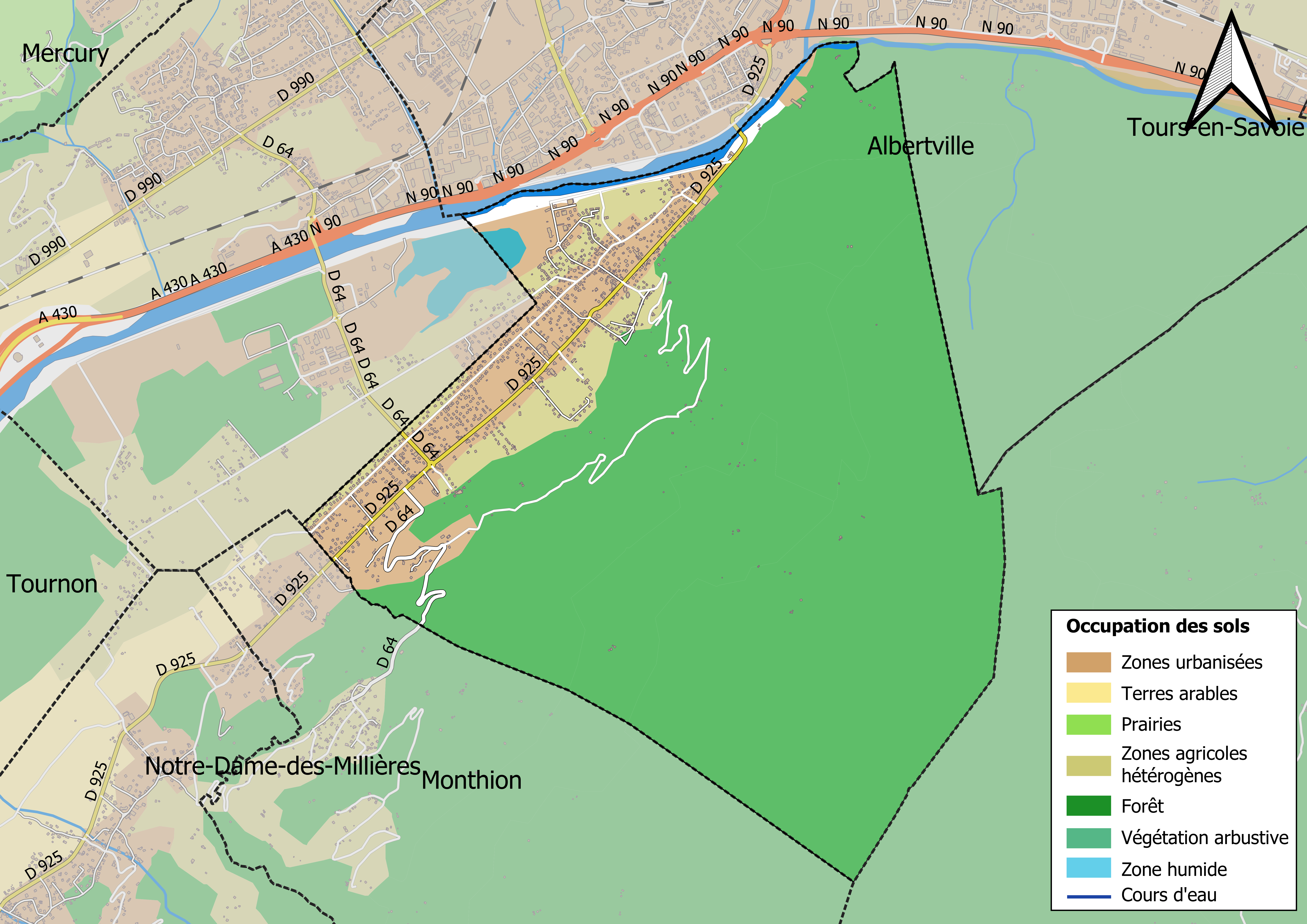
Kaart van de gemeente met de belangrijkste infrastructuur, bodemgebruik en omliggende gemeenten

## Demografie
Onderstaande figuur toont het verloop van het inwonertal.